# Hyalonema urna
Hyalonema urna är en svampdjursart som beskrevs av Schulze 1904. Hyalonema urna ingår i släktet Hyalonema och familjen Hyalonematidae. Inga underarter finns listade i Catalogue of Life.